# AeroUnion
Aerotransporte de Carga Unión S.A. de C.V., bekend als AeroUnion is een Mexicaanse vrachtluchtvaartmaatschappij. De maatschappij heeft haar hub op de Internationale luchthaven Generaal Felipe Ángeles en voert vluchten uit binnen alle Amerika’s.

## Geschiedenis
AeroUnion werd op 5 maart 1998 opgericht om vracht te vervoeren tussen Mexico en de Verenigde Staten. Pas in november 2000 kreeg de maatschappij van het United States Department of Transportation toestemming om te starten met de vluchten.
Op 11 maart 2014 nam Avianca Holdings aandelen in de maatschappij waarmee de maatschappij deel uit zou gaan maken van de Avianca Group. Wel bleef AeroUnion onafhankelijk met zijn eigen naam en het eigen logo.

## Vloot

### Huidige vloot
De vloot van AeroUnion bestaat uit de volgende toestellen (oktober 2024):
| Type               | In dienst | Orders | Opmerkingen |
| ------------------ | --------- | ------ | ----------- |
| Airbus A330-300P2F | 1         | 4      | N337QT      |
| Totaal             | 1         | 4      |             |

### Voormalige vloot

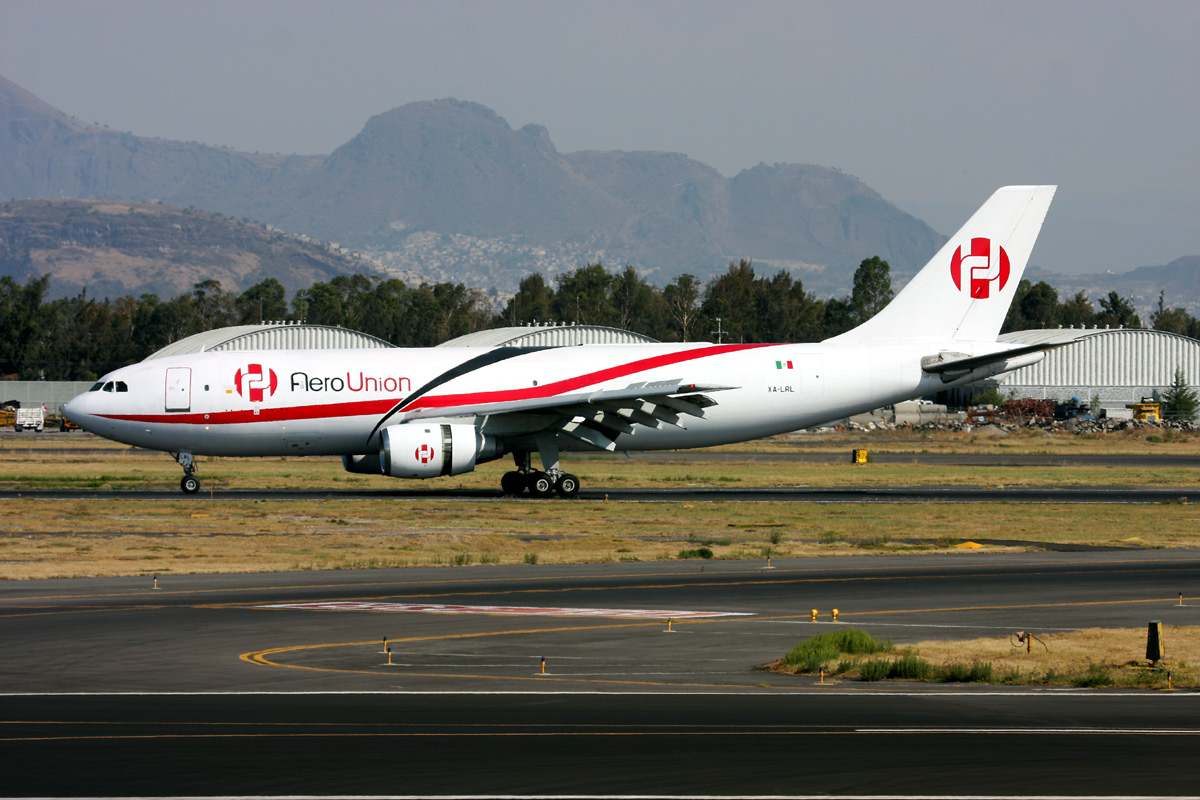
Voormalige Airbus A300B4F van AeroUnion

De vloot van AeroUnion bestond ook uit de volgende toestellen:
| Type                  | Aantal | In dienst | Uitgefaseerd | Opmerkingen |
| --------------------- | ------ | --------- | ------------ | ----------- |
| Airbus A300B4F        | 7      | 2001      | 2019         |             |
| Airbus A300-600RF     | 3      | 2017      | 2024         | [ 6 ]       |
| Boeing 767-200ER/BDSF | 2      | 2014      | 2024         | [ 7 ]       |

## Bestemmingen
AeroUnion vliegt op de volgende bestemmingen (oktober 2024):
| Land             | Stad         | Luchthaven                                              | Opmerkingen |
| ---------------- | ------------ | ------------------------------------------------------- | ----------- |
| Colombia         | Bogotá       | Aeropuerto Internacional El Dorado                      |             |
| Colombia         | Medellín     | Aeropuerto Internacional José María Córdova             |             |
| Costa Rica       | San José     | Internationale luchthaven Juan Santamaría               |             |
| El Salvador      | San Salvador | Luchthaven El Salvador                                  |             |
| Mexico           | Guadalajara  | Internationale luchthaven Don Miguel Hidalgo y Costilla |             |
| Mexico           | Mérida       | Internationale luchthaven Manuel Crescencio Rejón       |             |
| Mexico           | Mexico-Stad  | Internationale luchthaven Generaal Felipe Ángeles       | hub         |
| Mexico           | Monterrey    | Internationale luchthaven Generaal Mariano Escobedo     |             |
| Verenigde Staten | Chicago      | O'Hare International Airport                            |             |
| Verenigde Staten | Los Angeles  | Los Angeles International Airport                       | basis       |
| Verenigde Staten | Miami        | Internationale Luchthaven Miami                         |             |

## Incidenten en ongevallen
- Op 13 april 2010 crashte AeroUnion-vlucht 302, een Airbus A300B4F (reg. XA-TUE), tijdens de nadering op de luchthaven van Monterrey.[8] Het toestel kwam tijdens het slechte weer op een snelweg terecht waarbij de vijf inzittenden om het leven kwamen.[9] Ook kwam een automobilist om het leven.